# یاسین عدلی
یاسین عدلی (انگلیسی: Yacine Adli؛ زادهٔ ۲۹ ژوئیهٔ ۲۰۰۰) بازیکن فوتبال اهل فرانسه است که برای باشگاه میلان بازی می‌کند. 
از باشگاه‌هایی که در آن بازی کرده‌است می‌توان به باشگاه فوتبال بوردو و باشگاه فوتبال پاری سن ژرمن اشاره کرد.
وی همچنین در تیم‌های ملی فوتبال زیر ۱۷ سال فرانسه، زیر ۱۸ سال فرانسه، زیر ۱۹ سال فرانسه، و زیر ۲۰ سال فرانسه بازی کرده‌است.